# Luca Boscoscuro
Luca Boscoscuro (Schio, 27 de diciembre de 1971) es un expiloto de motociclismo italiano.

## Biografía
Debuta en el Mundial de 1995 de 250cc con una Aprilia en la misma temporada que ganó el campeonato europeo de 250, también a bordo de una Aprilia. En 1996 acaba en décimo puesto y al año siguiente corre con la Honda acabando el 24.º.
Acabada su carrera como piloto, sigue en el ámbito de la competición primero como team manager de Gilera y, a partir de 2010, propietario del team Speed Up en Moto2.

## Resultados en el Campeonato del Mundo
Sistema de puntuación de 1993 hasta 2022:
| Posición | 1.º | 2.º | 3.º | 4.º | 5.º | 6.º | 7.º | 8.º | 9.º | 10.º | 11.º | 12.º | 13.º | 14.º | 15.º |
| Puntos   | 25  | 20  | 16  | 13  | 11  | 10  | 9   | 8   | 7   | 6    | 5    | 4    | 3    | 2    | 1    |

### Carreras por año
| Año  | Clase | Moto      | 1       | 2       | 3       | 4      | 5       | 6       | 7       | 8       | 9       | 10     | 11      | 12      | 13      | 14     | 15      | 16      | Pts. | Pos. |
| ---- | ----- | --------- | ------- | ------- | ------- | ------ | ------- | ------- | ------- | ------- | ------- | ------ | ------- | ------- | ------- | ------ | ------- | ------- | ---- | ---- |
| 1995 | 250cc | Aprilia   | AUS -   | MAL -   | JPN -   | SPA -  | GER -   | ITA 20  | NED -   | FRA -   | GBR -   | CZE -  | BRA -   | ARG -   | EUR -   |        |         |         | 0    | -    |
| 1996 | 250cc | Aprilia   | MAL 9   | INA 13  | JPN 21  | SPA 10 | ITA 13  | FRA 6   | NED 12  | GER 6   | GBR Ret | AUT 7  | CZE 14  | IMO 15  | CAT 18  | BRA 9  | AUS Ret |         | 62   | 10.º |
| 1997 | 250cc | Honda     | MAL 15  | JPN 19  | SPA 15  | ITA 12 | AUT Ret | FRA DNQ | NED Ret | IMO Ret | GER 14  | BRA 13 | GBR DNQ | CZE Ret | CAT 17  | INA 15 | AUS 15  |         | 13   | 24.º |
| 1998 | 250cc | TSR Honda | JPN 18  | MAL Ret | SPA 11  | ITA 10 | FRA Ret | MAD Ret | NED 9   | GBR DNQ | GER 8   | CZE 9  | IMO 7   | CAT 12  | AUS 10  | ARG 10 |         |         | 58   | 14.º |
| 1999 | 250cc | Aprilia   | MAL 11  | JPN Ret | SPA 10  | FRA 14 | ITA 10  | CAT 10  | NED 16  | GBR 10  | GER 10  | CZE 13 | IMO 11  | VAL 11  | AUS 14  | RSA 8  | BRA 10  | ARG Ret | 66   | 13.º |
| 2000 | 250cc | Aprilia   | RSA Ret | MAL 7   | JPN 11  | SPA 11 | FRA 9   | ITA Ret | CAT Ret | NED 22  | GBR Ret | GER 15 | CZE 14  | POR 14  | VAL 12  | BRA 10 | PAC 13  | AUS 15  | 45   | 13.º |
| 2001 | 250cc | Aprilia   | JPN Ret | RSA Ret | SPA Ret | FRA 17 | ITA Ret | CAT 17  | NED 7   | GBR 15  | GER Ret | CZE 17 | POR 18  | VAL Ret | PAC Ret | AUS 8  | MAL 13  | BRA 18  | 21   | 21.º |

| Color     | Resultado                                                               |
| --------- | ----------------------------------------------------------------------- |
| Oro       | Ganador                                                                 |
| Plata     | 2.ª plaza                                                               |
| Bronce    | 3.ª plaza                                                               |
| Verde     | Finalizó en los puntos                                                  |
| Azul      | Finalizó sin puntos                                                     |
| Azul      | NC - No clasificado                                                     |
| Violeta   | Ret - No terminó (Carrera)                                              |
| Rojo      | DNQ - No se clasificó                                                   |
| Negro     | DSQ - Descalificado                                                     |
| Blanco    | DNS - No empezó (carrera)                                               |
| Blanco    | WD - Retirado (fin de semana)                                           |
| Blanco    | C - Carrera cancelada                                                   |
| Sin color | DNP - Inscrito pero no participó                                        |
| Sin color | INJ - Lesionado                                                         |
| Sin color | EX - Excluido                                                           |
| Estado    | Resultado                                                               |
| Negrita   | Pole position                                                           |
| Cursiva   | Vuelta rápida                                                           |
| †         | Abandona, pero clasifica al completar el porcentaje requerido para ello |